# Apanteles anariasae
Apanteles anariasae (лат.) — вид мелких наездников рода Apanteles из подсемейства Microgastrinae семейства бракониды (Braconidae). Обнаружены в Центральной Америке: Коста-Рика (Guanacaste).

## Описание
Мелкого размера перепончатокрылые насекомые: длина тела около 2 мм, длина переднего крыла также около 2 мм. Основная окраска тёмно-коричневая. Усики кроткие, их длина не более чем вся длина тела. Птеростигма узкая полупрозрачная. Соотношение длины и ширины птеростигмы: 2,6-3,0. Предположительно паразитируют на молевидных бабочках.
Apanteles anapiedrae включён в видовую группу A. ater.
Вид был впервые описан в 2014 году канадским энтомологом Хосе Фернандес-Триана (Jose L. Fernández-Triana; Department of Integrative Biology and the Biodiversity Institute of Ontario, University of Guelph, Гелф, Онтарио, Канада) и назван в честь Аны Ариас (Ana Arias;  ACG Comedor Santa Rosa, Коста-Рика).